# (2927) Alamosa
(2927) Alamosa ist ein Asteroid des Hauptgürtels, der am 5. Oktober 1981 vom US-amerikanischen Astronomen Norman G. Thomas an der Anderson Mesa Station des Lowell-Observatoriums (IAU-Code 688) in Flagstaff entdeckt wurde.
Der Asteroid wurde nach dem Geburtsort des Entdeckers, der Kleinstadt Alamosa in Alamosa County im US-Bundesstaat Colorado, benannt.